# فالانتينو مازولا
احتاج فالنتينو ماتزولا إلى خوض سبعة مواسم في صفوف فريقه تورينو و12 مباراة دولية مع منتخب بلاده فقط لكي يدخل تاريخ كرة القدم الإيطالية من بابها الواسع إلى جانب الأسطورتين حيوسيبي مياتزا وسيلفيو بيولا. وما يميزه عن الآخيرين، أنه وبسبب الحرب العالمية الثانية وما تسببت من دمار، لم يتسن له خوض أي بطولة لكأس العالم FIFA.
كان فالنتينو ماتزولا قائد فريق تورينو العظيم، الرافد الاساسي للمنتخب الوطني، يتمتع بموهبة خام، وتألق في الملاعب حيث كان يشغل أكثر من مركز بنفس الفعالية. ولعل تصريح رئيس يوفنتوس السابق جانبييرو بونيبيرتي يلخص موهبة ماتزولا عندما قال «إذا كان يتعين علَي اختيار لاعب لا يمكن الإستغناء عنه في فريقي، فان خياري لن يقع على بيليه، دي ستيفانو، كرويف، بلاتيني، أو مارادونا، أو بالأحرى سألجأ إلى الاستعانة بهؤلاء بعد اختياري لماتزولا».
لكن قبل تسعة أعوام على مانشستر يونايتد الكبير الذي فقد ثمانية لاعبين في حادث تحطم طائرته في ميونيخ وتحديدا في 6 فبراير/شباط عام 1958، كان تورينو على موعد مع القدر المحتوم في 4 مايو/أيار عام 1949، حيث لقي عشرة لاعبين من تورينو حتفهم في كارثة سوبيرجا. وهكذا دخل فالنتينو مازولا الذي لقي حتفه في عز تألقه أسطورة الكرة الإيطالية، وقد نجح إبنه اليساندرو في حمل اسمه ببر==اعة.

## طريق طويل
نشأ فالنتينو في عائلة متواضعة وقد فقد والده باكرا، فإضطر إلى ترك المدرسة وهو في الحادية عشرة من عمره وعمل خبازا قبل أن يعمل في أحد المصانع بعد ثلاث سنوات. في تلك الحقبة، كانت علاقته بكرة القدم تقتصر على مشوار الذهاب والإياب بين منزله والمصنع، حيث كان يقوم بترقيص علبة حليب. وبعد فترة، وجد الوقت للعب في صفوف تريسولدي الفريق المتواضح في الحي الذي كان يقطن فيه. عندما بلغ الثامنة عشرة من عمره، اكتشف موهبته أحد جيرانه فنجح في إقناع شركة السيارات ألفا روميو في أريزي بالتعاقد معه كميكانيكي قبل أن يلعب أول مباراة رسمية مع فريق شركته في دوري الدرجة الثالثة.
وكان فالنتينو مضطرا إلى تأدية الخدمة العسكرية بعد عام. ومرة جديدة كان على موعد مع القدر. وبحسب الرواية، لمحه أحد الضباط من أنصار نادي فينيتسيا في إحدى المباريات عندما كان يلعب كرأس حربة في فريق كوماندوس البحرية. بعد نصيحة الضابط، تقدم إلى نادي فينيتسيا لإجراء تجربة وهو حافي القدمين مفضلا ترك حذائه في البيت كي لا يستهلكه.
اعجب مدربه الجديد جيوسيبي جيراني بموهبته، فكانت نقطة التحول في مسيرة فالنتينو الذي وقَع أول عقد احترافي في الأول من يناير/كانون الثاني عام 1940 مقابل 50 ألف ليرة إيطالية، وخاض أول مباراة رسمية له في 31 مارس/آذار عام 1940 ضد لاتسيو (0-1). نجح هذا اللاعب الذي يتمتع بصفة القائد بحمل الفريق على أكتافه على الرغم من انه للوهلة الأولى لا يتمتع ببنية جسدية قوية. لكنه على أرض الملعب كان حاضرا دائما في مختلف أرجائه، فهو يتمتع بسرعة هائلة، كما امتلك قدرة على الصمود لا يملكها سوى عدائي المسافات الطويلة. تألق أيضا في الجانب الدفاعي بفضل تدخلاته الصائبة، كما كان فعَالا في خط الوسط. حصل أن قام بشغل ثلاثة مراكز في مباراة واحدة، لكن على مر الأسابيع، بدأ يستقر في مركز لاعب الوسط الهجومي على الجهة اليسرى حيث شكل ثنائيا قويا مع ايزيو لويك.

## المجد
إنضم فالنتينو إلى تورينو في يوليو/تموز عام 1942 مقابل صفقة قياسية بلغت مليون و250 الف ليرة إيطالية، وهي قيمة بخسة في ايامنا هذه. لم يكن رئيس تورينو فيروتشيو نوفو الذي كان تعاقد للتو مع ايزيو لويك، يعلم بأنه قام بعقد صفقة العصر. كان التفاهم رائعا بين ماتزولا ونوفو، حتى أن الأول أطلق اسم فيروتشيو على ابنه الثاني. في موسمه الأول في صفوف تورينو، أصبح الأخير أول فريق يحرز الثنائية المحلية (الدوري والكأس). خاض ماتزولا جميع مباريات فريقه الذي حقق انتصارات ساحقة على الجميع: يوفنتوس (5-1)، ميلان (5-0)، مرورا بفينيتسيا (4-0).
سيطر تورينو على الكالتشيو سيطرة مطلقة من 1942 إلى 1949 وحتى على الصعيد الأوروبي حيث شارك في العديد من المباريات الودية لأن الكؤوس الأوروبية لم تكن موجودة في تلك الحقبة.
وبدأ ماتزولا يتألق على مر المواسم حتى انه توج أفضل هداف في الدوري الإيطالي عام 1947 برصيد 29 هدفا في 38 مباراة. ويقول رئيس النادي نوفو «كان ماتزولا يتقاضى ضعف ما يتقاضاه زملاؤه لأن الأخيرين كانوا يريدون ذلك». لم يكن ماتزولا فنانا يداعب الكرة ويمتع انصاره، بل كان يبذل جهودا خارقة طوال الدقائق التسعين ويزرع الملعب ذهابا وإيابا في كل مباراة، فكان مثالا يحتذى به لزملائه.

## المنتخب الوطني

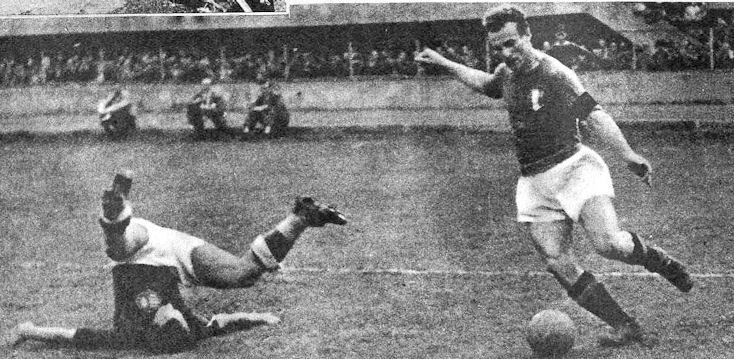
فالانتينو لاعباً في إحد المباريات مع منتخبه أيطاليا.

بسبب الحرب ووفاته المفاجئة، اكتفى ماتزولا بخوض 12 مباراة ودية فقط لكي يعزز رصيده على الصعيد الدولي. خاض أول مباراة رسمية له ضد كرواتيا (4-0) في 5 أبريل/نيسان عام 1942، وسجل أول أهدافه الدولية بعد أسبوعين ضد أسبانيا (4-0). ثم انتظر ثلاثة أعوام ونصف للدفاع عن ألوان المنتخب الوطني مجددا حيث كانت الحرب قد بلغت ذروتها.
وأخيرا، وبإجماع النقاد في تلك الحقبة، قدم ماتزولا أفضل أداء له ضد أسبانيا (3-1) في 27 مارس/آذار عام 1949 في مدريد والتي كانت الأخيرة له قبل أن يلقى حتفه في حادث تحطم الطائرة. يعتبر سجله الدولي متواضعا نسبيا لأنه خاض 12 مباراة فقط، ففاز في 9 منها وتعادل مرة واحدة وخسر اثنتين وسجل أربعة أهداف، لكن ذلك لا يعكس موهبته على الإطلاق.

## فاجعة سوبيرجا
وبعد أشهر قليلة وتحديدا في 3 مايو/أيار، لم يكن من المفروض على ماتزولا أن يتوجه إلى لشبونة مع فريقه لخوض مباراة ودية هناك ضد بنفيكا نظرا لإصابته بنزلة صدرية، لكنه اصر على الذهاب لأن المباراة كانت احتفالا بصديقه فرانشيسكو فيريرا. لكنه كان على موعد مع الموت في طريق العودة.
كانت الطائرة ذات الثلاث محركات من نوع فيات جي 212، تقل 31 راكبا بين لاعبين وإداريين وصحافيين عندما إصطدمت بحائط بازيليك سوبيرجا. لم ينج أحد، ومع رحيل ماتزولا، فقد أثر تورينو. وفي 6 مايو/أيار عام 1949، شارك نصف مليون شخص في تشييع ضحايا الطائرة، وتوج تورينو بطلا لإيطاليا قبل أربع مراحل على نهاية الدوري بطلب من أندية الدرجة الأولى.

## وصلات خارجية
- فالانتينو مازولا على موقع الاتحاد الدولي (مؤرشف)  (الإنجليزية)
- فالانتينو مازولا على موقع قاعدة بيانات كرة القدم.إي يو (الإنجليزية)
- فالانتينو مازولا على موقع ناشيونال فوتبول تيمز (الإنجليزية)
- فالانتينو مازولا على موقع عالم كرة القدم.نت (الإنجليزية)

fifa